# Liste der Naturdenkmale in Lohsa
Die Liste der Naturdenkmale in Lohsa nennt die Naturdenkmale in Lohsa im sächsischen Landkreis Bautzen.

## Definition
„Naturdenkmäler sind rechtsverbindlich festgesetzte Einzelschöpfungen der Natur oder entsprechende Flächen bis zu fünf Hektar, deren besonderer Schutz erforderlich ist
1. aus wissenschaftlichen, naturgeschichtlichen oder landeskundlichen Gründen oder
2. wegen ihrer Seltenheit, Eigenart oder Schönheit.“

## Liste
Link zu einem Kartenansichtstool, um Koordinaten zu setzen.
| Bild            | Bezeichnung                                           | Lage                                               | Beschreibung | Datum | Nummer |
| --------------- | ----------------------------------------------------- | -------------------------------------------------- | ------------ | ----- | ------ |
| BW              | Orchideenwiese Groß-Särchen                           | Groß Särchen (51° 21′ 54,4″ N, 14° 19′ 20,3″ O)    |              |       | KM174  |
| BW              | Eichberg Weißig (bei Steinitz)                        | Weißig (51° 19′ 36,6″ N, 14° 22′ 50,3″ O)          |              |       | KM178  |
| BW              | Geologischer Lehrpfad „Am Silbersee“                  | Friedersdorf (51° 22′ 16″ N, 14° 23′ 40,9″ O)      |              |       | KM182  |
| BW              | Eichengruppe am Ufer der Neuen Spree/Lohsa            | Lohsa (51° 22′ 50,3″ N, 14° 24′ 5,6″ O)            |              |       | 215    |
| BW              | Eichenfünfling in Weißkollm                           | Weißkollm (51° 25′ 0,2″ N, 14° 23′ 43,1″ O)        |              |       | 217    |
| BW              | Eiche hinter dem Sportplatz                           | Weißkollm (51° 24′ 43,7″ N, 14° 23′ 40,9″ O)       |              |       | 218    |
| BW              | Stieleiche vor der Spreebrücke                        | Weißkollm (51° 24′ 38,7″ N, 14° 23′ 46,1″ O)       |              |       | 220    |
| BW              | Eichengruppe am Schloßteich                           | Weißkollm (51° 24′ 45,8″ N, 14° 23′ 47,3″ O)       |              |       | 221    |
| BW              | Alte Kiefer an der Försterei                          | Weißkollm (51° 25′ 30,3″ N, 14° 23′ 29,4″ O)       |              |       | 223    |
| BW              | Lindenallee am Sportplatz Weisskollm                  | Weißkollm (51° 24′ 46,5″ N, 14° 23′ 34,1″ O)       |              |       | 224    |
| BW              | Eichenreihe in Weißkollm                              | Weißkollm (51° 25′ 6,7″ N, 14° 23′ 44,2″ O)        |              |       | 225    |
| BW              | Geologischer Aufschluss auf dem Eichberg              | Weißig (51° 19′ 40,3″ N, 14° 22′ 59,1″ O)          |              |       | 226    |
| Fotos hochladen | Spitzahorn an der alten Gutsförsterei-Hermsdorf/Spree | Hermsdorf/Spree (51° 19′ 29″ N, 14° 24′ 33,5″ O)   |              |       | 228    |
| BW              | Kiefer im Strovenzbruch                               | Hermsdorf/Spree (51° 19′ 23,7″ N, 14° 24′ 36,1″ O) |              |       | 230    |
| BW              | Stieleichen-Kiefernallee am Alten Teich               | Hermsdorf/Spree (51° 18′ 55,5″ N, 14° 23′ 46,8″ O) |              |       | 231    |